# ウィリー・ファン・デ・ケルクホフ
ウィリー・ファン・デ・ケルクホフ（Wilhelmus "Willy" Antonius van de Kerkhof, 1951年9月16日 - ）は、オランダ・ヘルモント出身の元サッカー選手、現サッカー指導者。選手時代のポジションはミッドフィールダー。
同じくサッカー選手のレネ・ファン・デ・ケルクホフは双子の弟で、アンドレ・オーイェルは義理の息子。

## 略歴
FCトゥウェンテの下部組織出身。1970年にトップチーム昇格を果たす。1973年にPSVに移籍後は、中盤の要として息の長い活躍を見せた。
1973年からはオランダ代表にも招集され、以降中盤の要として定着。ワールドカップは1974年と1978年に出場。1978年大会ではレネと共にオランダの準優勝に貢献した。

## 出場大会
- 1974 FIFAワールドカップ
- 1978 FIFAワールドカップ
- EURO1976
- EURO1980